# Bubaque (sektor)
Bubaque är en sektor i Guinea-Bissau.   Den ligger i regionen Bolama-Bijagós, i den sydvästra delen av landet, 70 km söder om huvudstaden Bissau. Bubaque ligger på ön Ilha de Bubaque.